# Stadionul Academiei de Fotbal din Erevan
Oficial: Stadionul Centrului Tehnic-Academie al Federației Armene de Fotbal (armeană ՀՖՖ Տեխնիկական-կենտրոն ակադեմիայի մարզադաշտ), cunoscut și ca Stadionul Academiei de Fotbal este un stadion cu toate locurile pe scaune, construit în cartierul Avan, în nordul Erevanului, capitala Armeniei.

## Generalități

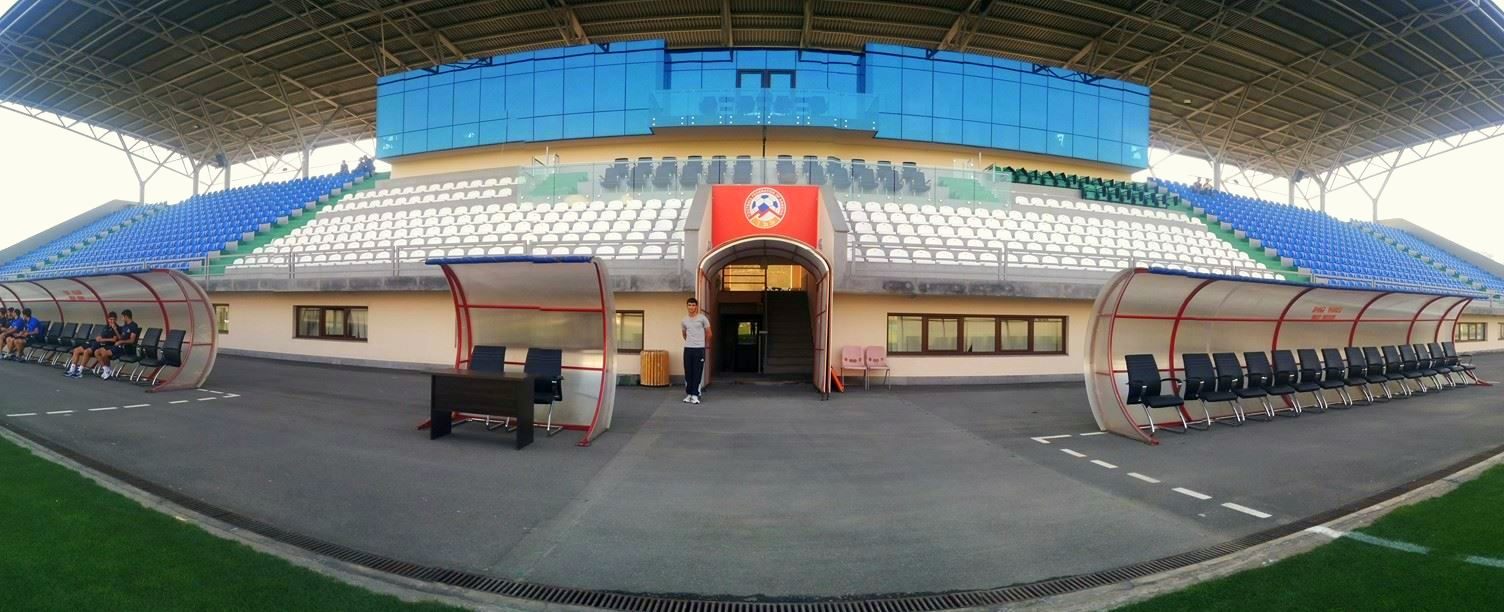
The main stand

Stadionul cu o capacitate de 1.428 locuri, toate pe scaune, a fost oficial inaugurat la data de 29 aprilie 2013 de către primarul Erevanului, Taron Margaryan. De fapt, primul meci oficial disputat pe acest stadion avusese loc pe 13 aprilie 2013, între FC Pyunik și FC Banants contând pentru Prima Ligă Armeană. Meciul s-a încheiat cu scorul de 4-0, în favoarea celor de la Pyunik.
Stadionul a fost locul de disputare al meciurilor de „acasă” al lui FC Pyunik între 2013 și 2017.
Stadionul este parte din Centrului Tehnic-Academie al Federației Armene de Fotbal, care a fost inaugurat oficial pe 1 septembrie 2010 de către președintele UEFA, Michel Platini. Complexul mai cuprinde pe lângă stadionul principal, 9 terenuri de antrenament (8 cu gazon natural și 1 cu gazon artificial), 4 terenuri de tenis, o sală de sport, bazine de înot acoperite și în aer liber, o sală de fitness și un hotel de 4 stele cu 49 de camere.